# Hemaka
| V28 | U1 | D28 |

| V28 | U1 | D28 |

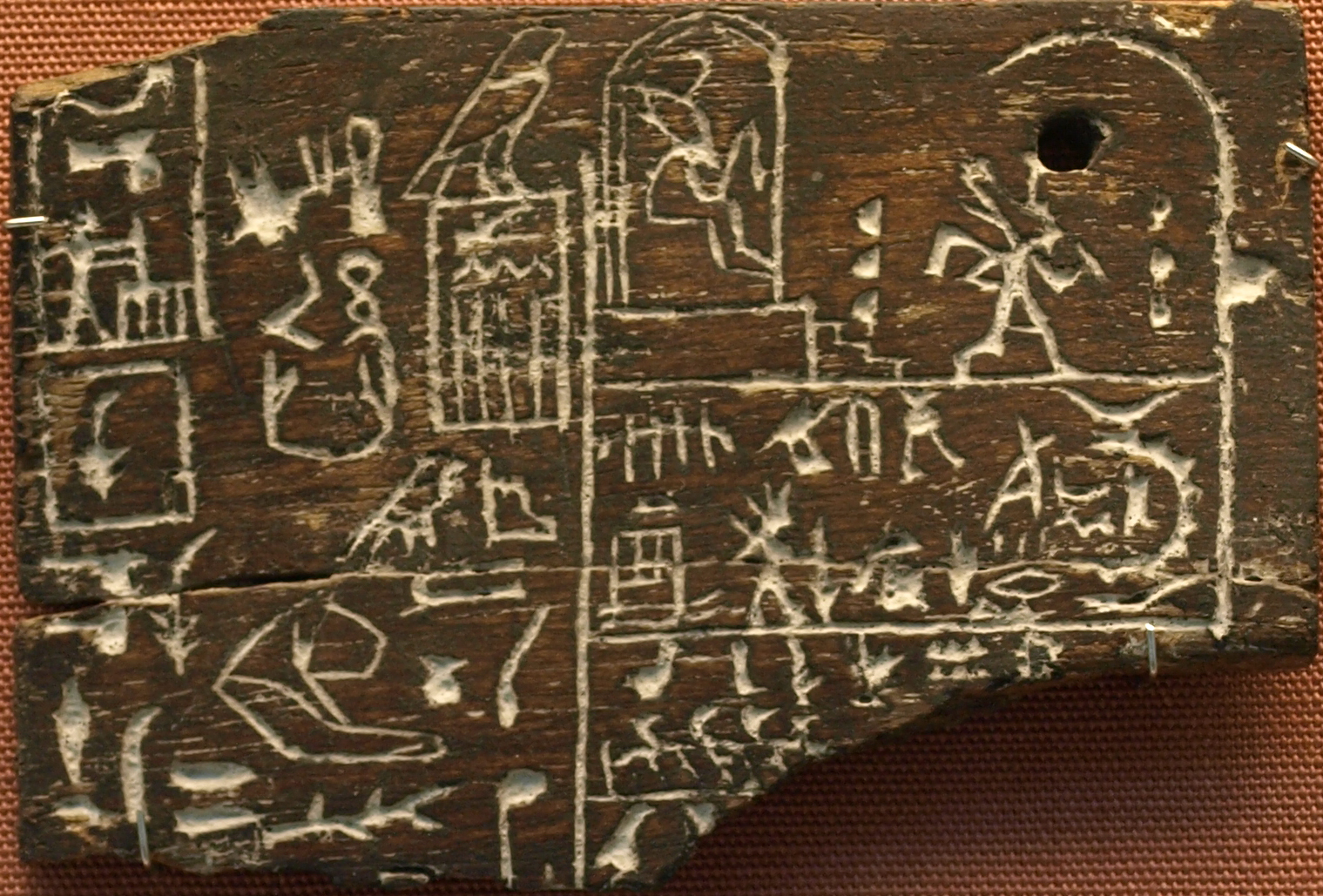
El nombre y el título de Hemaka se mencionan a la izquierda del nombre del rey Den en esta etiqueta anual de la tumba de Den, en Umm el-Qaab.

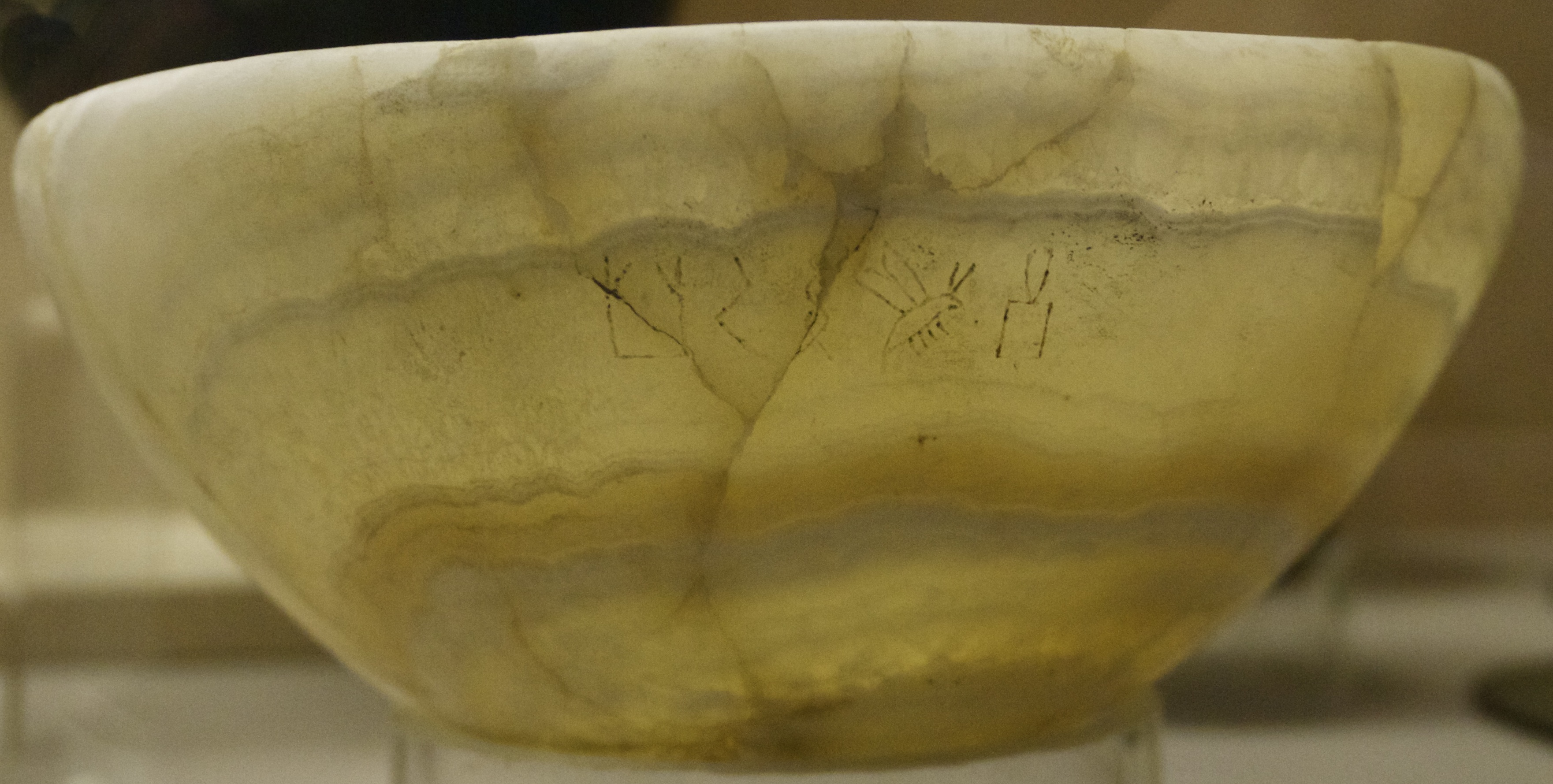
Vaso de alabastro con el nombre de Hemaka y su título 'portador del sello del rey del Bajo Egipto'. Museo de Arqueología nacional (Francia).

Hemaka fue un importante funcionario durante el largo reinado del faraón egipcio Den, de la Primera Dinastía. Las investigaciones sobre datación por radiocarbono llevadas a cabo en la década de 1950 sugieren que Hemaka vivió hacia el 3100 a. C. En anteriores referencias se pensaba que vivió alrededor del 2900 a. C.

## Biografía
Uno de los títulos de Hemaka era el de "portador del sello del rey del Bajo Egipto", lo que le convertía en canciller y segundo en el poder tras el rey.
Según se desprende de las inscripciones en sellos de cerámica, Hemaka también era responsable del mantenimiento de uno de los dominios reales del rey Den, una granja o viñedo para uso expreso de la familia real y, más tarde, para sostener el culto funerario del rey. Parece probable que comenzara su servicio al rey en este cargo, sucediéndose en el gobierno de otros dominios hasta ascender al cargo de canciller.

## Tumba de Hemaka
La tumba de Hemaka es más grande que la del propio rey, y durante años se pensó erróneamente que pertenecía a Den. Fue excavada por primera vez por Cecil Mallaby Firth en 1931 y los trabajos continuaron bajo la supervisión de Walter Bryan Emery a partir de 1936.
Esta tumba, situada en la parte norte de Saqqara, contenía muchos ajuares funerarios de esta época, entre ellos numerosos discos que parecen ser de juego y una caja circular de madera que contiene la pieza de papiro más antigua que se conserva. Se cree que la riqueza de los bienes de esta tumba, así como los de otros funcionarios de esta época, reflejan la relativa prosperidad del reinado de Den.
En esta tumba apareció el fragmento de un rollo de papiro, que aunque carece de escritura, es el primero que se ha encontrado hasta ahora. El primer fragmento que ha sobrevivido con escritura se encontró perteneciente a las dinastías IV y V, correspondientes a c. 2500 a. C. 
The ancient Egyptians had used rolls made of papyrus from the early days of the Old Kingdom. The oldest known papyrus roll was found in the tomb of Hemaka in Saqqara, and dates to the 1st dynasty, around 2900 bc (Emery 1938: 14). The hieroglyph for “papyrus roll” existed already in inscriptions from this period. The 1st dynasty roll was blank; the oldest examples with writing date from the 4th and 5th dynasties
(Cˇerný 1952: 9–10).